# U-383
U-383 — средняя немецкая подводная лодка типа VIIC времён Второй мировой войны.

## История
Заказ на постройку субмарины был отдан 15 августа 1940 года. Лодка была заложена 29 марта 1941 года на верфи Ховальдсверке, Киль, под строительным номером 14, спущена на воду 22 апреля 1942 года, вошла в строй 6 июня 1942 года под командованием оберлейтенанта Хорста Кремсера.

### Флотилии
- 6 июня — 30 сентября 1942 года — 8-я флотилия (учебная)
- 1 октября 1942 года — 1 августа 1943 года — 9-я флотилия

### История службы

Эмблема лодки

Лодка совершила 4 боевых похода, потопила одно судно водоизмещением 423 брт. Потоплена 1 августа 1943 года к западу от Бреста, Франция, в районе с координатами 47°24′ с. ш. 12°10′ з. д. глубинными бомбами с британского самолёта типа «Сандерленд». 52 погибших (весь экипаж).
Вечером 1 августа лодку атаковал «Сандерленд», зенитный огонь с U-383 нанёс ему существенные повреждения. На повторном заходе в атаку самолёт сбросил 7 глубинных бомб и тут же взял курс на базу.
U-383 успела отправить командованию рапорт о потере управления и способности погружаться в результате атаки с воздуха. Ей на помощь были отправлены U-218, U-454 и U-706, а также три торпедных катера в качестве эскорта. U-454 погибла днём ранее, U-218 слышала атаку, но не смогла обнаружить U-383. На следующий день торпедные катера прочесали указанный район, но не обнаружили повреждённую лодку. Судя по всему, U-383 затонула ночью от полученных обширных повреждений.